# Кийт (филм)
„Кийт“ (на английски: Keith) е филм на режисьора Тод Кеслър. Сценарият е написан от Тод Кеслър и Дейвид Зейбъл и е базиран на разказ на писателя Рон Карлсон. Във филма участват актьорът и поп-звезда Джеси Маккартни, Елизабет Хернойс и Марго Харшман.
Премиерата на „Кийт“ се състои на 13 септември 2008 г., в 19:30 ч., след концерт на Джеси Маккартни в Мандалей Бей (Mandalay Bay Resort and Casino), Лас Вегас, а на 19 септември филмът е пуснат и в кината.
Във филма се разказва за Натали (Елизабет Хернойс) – 17-годишно момиче, което се влюбва в своя съученик Кийт (Джеси Маккартни), който се оказва болен от рак.